# Cd (ordre)
cd (acrònim de l'expressió anglesa change directory, canvia de directori) és un comandament que es fa servir des de la consola o terminal per canviar el directori actual. El comandament és comú a diversos sistemes operatius com és ara Unix, MS-DOS, OS/2, AmigaOS, Windows i GNU/Linux. El comandament també es pot fer servir en guions (shell scripts), arxius de processament per lots o directament des del codi font dels programes (com és el cas de la paraula clau CHDIR() en el llenguatge Basic). chdir() és part de l'API POSIX que es fa servir en els sistemes Unix.

## Funcionament
El sistema operatiu organitza els arxius de forma jeràrquica en una estructura d'arbre. Cada nivell de l'arbre és un directori (també anomenats carpetes). El comandament cd serveix per canviar (sovint es parla de navegar) de directori. El seu ús més habitual
és:
- Baixar a un subdirectori del directori actual.

En sistemes basats en Unix
```
usuari@usuari-desktop:~$ cd Documents
```

En sistemes basats en DOS
```
C:\> cd Documents
```

- Pujar al directori de nivell superior.

En sistemes basats en Unix
```
usuari@usuari-desktop:~/Documents$ cd ..
```

En sistemes basats en DOS
```
C:\Documents> cd ..
```

- Canviar a un nivell concret de la jerarquia de directoris. En aquest cas, es dona com a argument la ruta completa del subdirectori.

En sistemes basats en Unix
```
usuari@usuari-desktop:~$ cd /dev/bus/usb
```

En sistemes basats en DOS
```
C:\> cd C:\windows\system32
```

- Canviar al directori arran de l'usuari (només en els sistemes basats en Unix)

```
usuari@usuari-desktop:/dev/bus/usb$ cd
```